# ويكيبيديا اليديشية
ويكيبيديا اليديشية هي نسخة اللغة اليديشية من ويكيبيديا. بدأت في 3 مارس 2004, وأول مقال كُتب في 28 نوفمبر من العام نفسه.

## حالتها
في يونيو 2010 بلغ عدد مقالات ويكيبيديا اليديشية أكثر من 7,000 مقال. و 6431 مستخدم لكن 49 منهم فقط نشطين.
كباقي نسخ ويكيبيديا يأتي معظم زوارها من الكلمات اليديشية التي يتم البحث عنها عن طريق محركات البحث مثل جوجل بما أنها تظهر في مقدمة النتائج.
بناءً على قواعد اللغة اليديشية، تكتب بالحروف العبرية وليس اللاتينية.
| عدد المستخدمين المسجلين | عدد المستخدمين النشيطين | عدد المقالات | صفحات المحتوى | عدد التعديلات | عدد الملفات المرفوعة | عدد الإداريين |
| ----------------------- | ----------------------- | ------------ | ------------- | ------------- | -------------------- | ------------- |
| 56٬254                  | 50                      | 15٬517       | 44٬227        | 595٬663       | 985                  | 3             |

## وصلات خارجية
- ويكيبيديا اليدشية.